# Copa Continental de la IIHF
La Copa Continental es el torneo de hockey sobre hielo de segundo nivel para clubes europeos (detrás de la Liga de Campeones de Hockey). Comenzó en 1997 después de la interrupción de la Copa Europea. Fue creada originalmente para albergar a equipos de ligas sin representantes en la antigua Liga Europea de Hockey. Hans Dobida se desempeñó como presidente de la Copa Continental hasta 2018.

## Formato
La competencia dio inicio en la temporada 1997–98 con 42 clubes de 26 países, cantidad que se expandió a 48 equipos durante los dos años siguientes. El torneo constaba de varias fases de grupos sucesivas en las que los mejores de cada grupo clasificaban a una nueva fase de grupos para enfrentar a equipos sembrados con anterioridad; su formato habitual era de tres rondas de grupos de clasificación en donde los ganadores de los grupos avanzaban a la ronda sucesiva. Los tres ganadores de los grupos de la tercera ronda accedieron a las semifinales, junto con un club anfitrión de la ronda final. La primera ronda se llevaba a cabo en septiembre, la segunda en octubre, la tercera en noviembre y las finales en diciembre.
En la temporada 2000-01, con la Liga Europea de Hockey suspendida, la Copa Continental fungió de facto como el campeonato europeo más importante (al ser el único en jugarse). Durante esta temporada, el formato se adaptó a 36 equipos de 27 países.
Con el comienzo de la Copa de Campeones de Europa de la IIHF en la temporada 2004-05, los participantes incluyeron campeones nacionales de países que no pertenecientes al Super Seis (las seis mejores naciones europeas según el Ranking Mundial de la IIHF), además de ellos, también ingresaron equipos como el HC Dynamo Moscú y el HKm Zvolen.

## Historial
| Sede    | Campeón                               | Subcampeón                            | Tercero                               |                                       | Sede |
| ------- | ------------------------------------- | ------------------------------------- | ------------------------------------- | ------------------------------------- | ---- |
| 1997-98 | HC Košice                             | Eisbären Berlin                       | Ilves                                 | Tampere                               |      |
| 1998-99 | HC Ambrì-Piotta                       | HC Košice                             | Avangard Omsk                         | Košice                                |      |
| 1999-00 | HC Ambrì-Piotta                       | Eisbären Berlin                       | Ak Bars Kazan                         | Berlin                                |      |
| 2000-00 | ZSC Lions                             | London Knights                        | Slovan Bratislava                     | Zurich                                |      |
| 2001-02 | ZSC Lions                             | Milano Vipers                         | HKm Zvolen                            | Zúrich                                |      |
| 2002-03 | Jokerit                               | Lokomotiv Yaroslavl                   | HC Lugano                             | Lugano Milán                          |      |
| 2003-04 | Slovan Bratislava                     | HK Gomel                              | HC Lugano                             | Gomel                                 |      |
| 2004-05 | HKm Zvolen                            | Dynamo Moscow                         | Alba Volán Székesfehérvár             | Székesfehérvár                        |      |
| 2005-06 | Lada Togliatti                        | HK Riga 2000                          | ZSC Lions                             | Székesfehérvár                        |      |
| 2006-07 | Yunost Minsk                          | Avangard Omsk                         | Ilves                                 | Székesfehérvár                        |      |
| 2007-08 | Ak Bars Kazan                         | HK Riga 2000                          | Kazzinc-Torpedo                       | Riga                                  |      |
| 2008-09 | MHC Martin                            | Dragons de Rouen                      | HC Bolzano                            | Rouen                                 |      |
| 2009-10 | Red Bull Salzburg                     | Yunost Minsk                          | Sheffield Steelers                    | Grenoble                              |      |
| 2010-11 | Yunost Minsk                          | Red Bull Salzburg                     | SønderjyskE Ishockey                  | Minsk                                 |      |
| 2011-12 | Dragons de Rouen                      | Yunost Minsk                          | HC Donbass                            | Rouen                                 |      |
| 2012-13 | HC Donbass                            | Metallurg Zhlobin                     | Dragons de Rouen                      | Donetsk                               |      |
| 2013-14 | Stavanger Oilers                      | HC Donbass                            | HC Asiago                             | Rouen                                 |      |
| 2014-15 | Neman Grodno                          | Fischtown Pinguins                    | Ducs d'Angers                         | Bremerhaven                           |      |
| 2015-16 | Dragons de Rouen                      | Herning Blue Fox                      | GKS Tychy                             | Rouen                                 |      |
| 2016-17 | Nottingham Panthers                   | Beibarys Atyrau                       | Odense Bulldogs                       | Ritten                                |      |
| 2017-18 | Yunost Minsk                          | Nomad Astana                          | Sheffield Steelers                    | Minsk                                 |      |
| 2018-19 | Arlan Kokshetau                       | Belfast Giants                        | GKS Katowice                          | Belfast                               |      |
| 2019-20 | SønderjyskE Ishockey                  | Nottingham Panthers                   | Neman Grodno                          | Vojens                                |      |
| 2020-21 | Cancelado por la pandemia de COVID-19 | Cancelado por la pandemia de COVID-19 | Cancelado por la pandemia de COVID-19 | Cancelado por la pandemia de COVID-19 |      |
| 2021-22 | Cracovia                              | Saryarka Karagandy                    | Aalborg Pirates                       | Aalborg                               |      |
| 2022-23 | HK Nitra                              | Ducs d'Angers                         | Cardiff Devils                        | Angers                                |      |

## Copa Federación de la IIHF
La Copa Federación fue una competición oficial europea de clubes de hockey sobre hielo creada en 1995. Fue la segunda competición europea de clubes. Estaba destinada a aquellos equipos que no pudieron clasificarse para la Copa de Europa, especialmente para los de países de Europa del Este. Fue el predecesor directo de la Copa Continental de la IIHF, que se jugó dos temporadas después.

### Formato
En el primer año de competición, participaron un total de 13 equipos procedentes de 12 países de Europa Oriental. El torneo se desarrolló en tres grupos de clasificación en el que los 4 mejores equipos clasificaban a las semifinales. Debido al aumento del número de participantes en la temporada siguiente (puesto que algunos clubes de Europa Occidental solicitaron su ingreso al torneo), se introdujo una ronda de clasificación adicional.

### Campeones
| Temporada | Campeón            | Marcador | Subcampeón             | Anfitrión |
| --------- | ------------------ | -------- | ---------------------- | --------- |
| 1994-95   | Salavat Yulaev Ufá | 4–1      | HC Pardubice           | Liubliana |
| 1995-96   | AS Mastini Varese  | 4–3      | Metallurg Magnitogorsk | Trenčín   |